# Astragalus karelinianus
Astragalus karelinianus es una especie de planta del género Astragalus, de la familia de las leguminosas, orden Fabales.

## Distribución
Astragalus karelinianus se distribuye por Rusia europea, Siberia y Kazajistán.

## Taxonomía
Fue descrita científicamente por Popov. Fue publicada en Fl. URSS 12: 695 (1946).